# André Pavon
André Pavon Amerikaanse acteur, die slechts korte tijd actief was. Hij speelde onder meer de rol van Carlos in All in the Family.

## Filmografie
- Le Matelot 512 (1984) - Melkman
- Panic in Echo Park (televisiefilm, 1977) - Rol onbekend
- Rhoda televisieserie - Julio (Afl., A Night in the Emergency Room, 1977)
- All in the Family televisieserie - Carlos (Afl., Beverly Rides Again, 1976|Archie's Brief Encounter: Part 1 & 2, 1976)
- The Blue Knight televisieserie - Ramon (Afl., The Candy Man, 1976)
- The Rookies televisieserie - Sal Molina (Afl., The Mugging, 1976)